# 샌프란시스코 국제 영화제

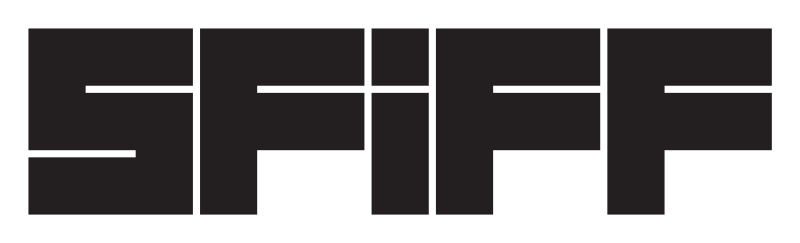

샌프란시스코 국제 영화제(San Francisco International Film Festival, SFIFF)는 50개 이상의 국가에서 약 200편을 대표하는, 봄마다 2주간 개최되는 영화제이다. 이 영화제는 아직 미국에서 배급되지 않은 작품에 초점을 둔 국제 영화 및 영상 제작물의 경향을 강조한다. 2009년, 약 82,000개의 후보작이 있었으며 샌프란시스코와 버클리에서 상영되었다.
1957년 어빙 버드 레빈에 의해 설립되었다.
제63회 영화제는 2020년 4월 예정되었으나 미국의 코로나19 범유행으로 인해 2021년으로 연기되었다.